# Figlio

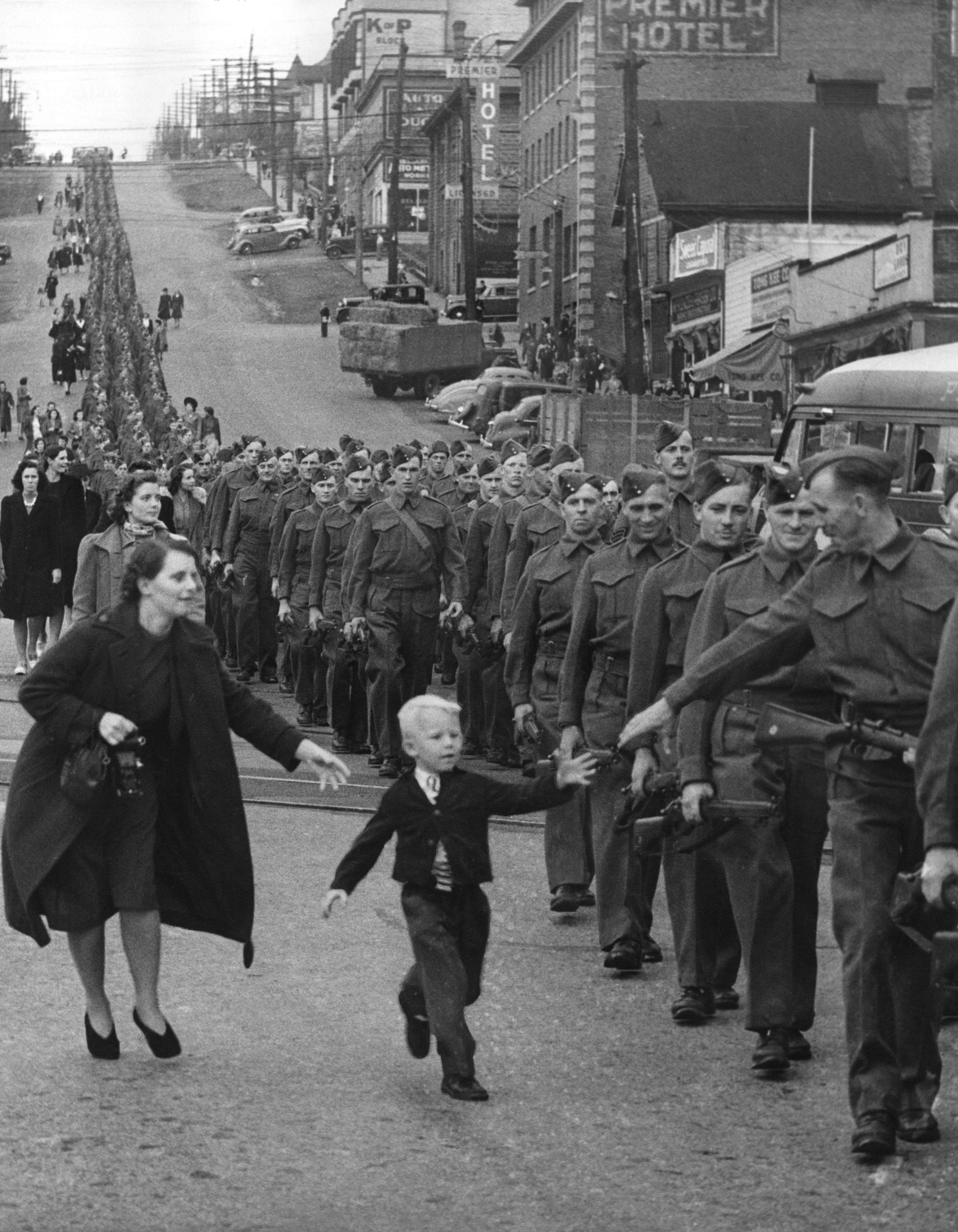
’Wait For Me, Daddy’ di Claud Dettloff (1940). Una delle foto più famose della seconda guerra mondiale

Figlio (dal latino filius) è la persona di sesso maschile generata dai genitori. La controparte di sesso femminile è la figlia.

## Usi del termine
Il nome figlio può anche essere generalizzato, acquistando un significato Neutro (né maschile né femminile in particolare).
Nel corso del tempo sono nati modi di dire in cui la parola figlio assume diverse sfumature, per esempio nella teologia cattolica, Figlio è il nome della seconda persona della Trinità.
A volte il termine figlio (o figliolo) può essere usato come epiteto affettuoso rivolto da una persona anziana o degna di riverenze o considerazione. Il poeta Carducci invece lo usa per indicare l'uomo rispetto al paese natio (Marciate, o della patria incliti figli).
Il termine figlio viene inoltre usato come designazione tradizionale o letteraria di un rapporto di discendenza o appartenenza nobilitante (i figli di Dio; il figlio del Cielo, cioè il sovrano del Celeste Impero, l'antica Cina; i figli dei fiori), favorevole (il figlio della fortuna), degradante (il figlio del peccato; figlio di buona mamma; figlio di puttana usato anche come ingiuria) od oggettivo (ognuno è figlio delle proprie azioni; figlio del secolo; figlio del proprio tempo).
Infine può essere utilizzato per la designazione di appartenenti a varie congregazioni: i figli della Sacra Famiglia (congregazione religiosa); i figli della lupa (nel regime italiano fascista, dal 1934, l'organizzazione paramilitare dei più giovani, dai sei agli otto anni).

### Esempi di uso della parolafiglio
- I figli dei figli - i lontani discendenti
- figlio di primo, di secondo letto - nato dal primo, dal secondo matrimonio
- Il Figlio di Dio, il Figlio dell'uomo - Gesù
- I figli dei fiori - gli hippy
- I figli del vento - gli zingari
- I figli di Adamo/I figli di Eva - gli uomini
- I figli d'Israele - gli Ebrei
- Figlio di famiglia - minorenne (e quindi soggetto alla potestà dei genitori)
- Figli contro-figure - contrasti generazionali
- Figlio di papà - giovane favorito eccessivamente dal prestigio, dall'autorità o anche dalla permissività del padre
- Figlio legittimo nato da genitori uniti in matrimonio
- Figlio naturale o figlio illegittimo - nato da genitori non uniti in matrimonio
- Figlio di nessuno - figlio illegittimo, trovatello, persona tenuta in nessun conto o vittima di sopraffazioni
- Figlio d'arte - attore destinato alla carriera teatrale dalla tradizione familiare (anche riferito ad altri campi d'attività)
- Figlio del popolo - persona di umili origini
- Figlio di puttana - offesa